# Dai (période des Printemps et Automnes)
Pour les articles homonymes, voir Dai.
inconnue – 457 av. J.C
Entités précédentes :
Entités suivantes :
- Zhao

Dai est un État situé dans le nord du Hebei qui a existé pendant la période des Printemps et Automnes de l'histoire de la Chine. Sa capitale éponyme est située au nord des terres de la dynastie Zhou dans ce qui est maintenant le Xian de Yu. Il a apparemment été fondé par des personnes connues des anciens Chinois sous le nom de Beidi ou "Barbares blancs". Ces Beidi pratiquent le commerce du bétail et d'autres biens entre l'Asie centrale et les États Zhou avant leur conquête par le clan Zhao de Jin .

## Nom
Dài ( pinyin ) et Tai ( Wade-Giles ) sont des romanisations de la façon dont on lit le sinogramme chinois : 代 en Mandarin standard. Ce sinogramme est généralement une préposition signifiant "pour", un verbe signifiant « représenter » ou « représenter », ou un substantif signifiant "ère". Son sens originel en chinois ancien était de « remplacer », mais le nom du royaume étant une transcription du nom natif de la capitale; la reconstruction linguistique suggère que sa prononciation en vieux chinois aurait été quelque chose comme / * lˤək-s /.
Les Rong du nord, anéanti par l'état de Zhao vers c. 460 av. J.C, étaient également connus sous le nom de "Dai Rong" ( chinois traditionnel : 代戎).

## Histoire

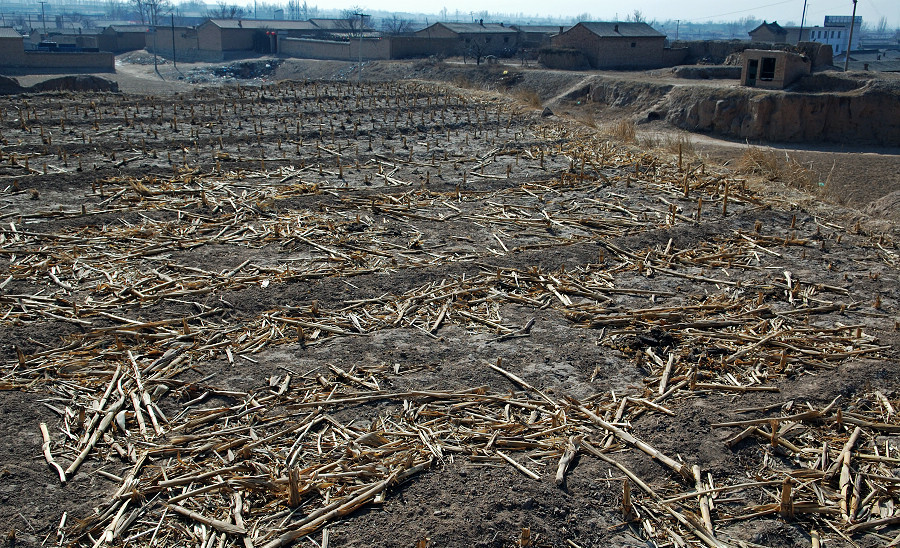
Ruines de l'ancienne cité de Dai dans le Xian de Yu, Hebei

Ruines de l'ancienne cité de Dai dans le Xian de Yu, Hebei

Les habitants de Dai ne sont pas considérés comme étant des chinois par les Zhou, mais des " Di Blanc " ( Baidi ). Les Di sont considérés comme des "Barbares du Nord" par les Chinois, bien qu'ils possèdent des villes et des États organisés sur le modèle chinois comme Dai et Zhongshan. Lorsque les chroniques chinoises mentionnent les Di Blancs pour la première fois, ils vivent sur des terres situées à l'ouest du fleuve Jaune dans ce qui est maintenant le nord du Shaanxi. Ils migrent à l'est de la boucle d'Ordos dans les vallées et les montagnes du nord du Shanxi au VIe siècle av. J.-C. , créant des États qui sont vaincus et annexés par l'État de Jin et son successeur l'état de Zhao. Les Di ont continués de migrer vers l'est et ont fondé les états de Dai et Zhongshan dans l’extrême nord-ouest de la grande plaine de Chine du Nord, dans ce qui est maintenant le Hebei.
La capitale, connue sous le nom de Dai, est située au nord-est de l'actuel Xian de Yu, Hebei, à environ 160 km à l'ouest de Pékin. Son territoire comprend également celui de l'actuel Xian de Hunyuan dans le Shanxi.
La région servait d'intermédiaire entre les nomades de la steppe eurasienne et les États chinois, fournissant à ces derniers des fourrures, du jade et des chevaux. Les chiens de race pure de la région et les chevaux (chinois traditionnel : 代 chinois simplifié : 代马 Dài mǎ ) étaient également bien connus des Chinois. Les routes commerciales par lesquelles ces produits transitent arrivent dans le territoire Dai par l'ouest, via le col de Daoma (chinois traditionnel : 倒馬關 chinois simplifié : 倒马关, Dàomǎ Guān).
Selon les chroniqueurs chinois de l'époque, les habitants de Dai seraient "fiers et têtus, pleins d'entrain et friands des exploits audacieux et du mal" et mépriseraient la pratique du commerce ou de l'agriculture.
Les chroniques historiques chinoises indiquent que Zhao Yang ( chinois traditionnel : 趙鞅 chinois simplifié : 赵鞅 Zhao Yang; 517–458 av. J.C), connu à titre posthume sous le nom de Jianzi ( chinois traditionnel : 趙簡子 chinois simplifié : 赵简子 Zhao Jiǎnzi), du clan Zhao de l'état de Jin, tombe malade et se retrouve plongé dans un grand troublé, car il n'arrive pas à décider lequel de ses fils il doit choisir comme héritier. Pour les départager, il les envoie au Mont Chang pour y chercher un sceau qu'il y avait placée. Entre tous ses fils, seul le prince Wuxu (chinois traditionnel : 趙毋卹 chinois simplifié : 赵毋恤 Zhào Wúxù ), dont la mère est une esclave Di, réussi a le trouver. Wuxu est en outre le seul fils à réaliser que ce sceau n'est pas le véritable objectif de la mission que leur père leur a confié. En effet, le seul vrai sceau d'un futur royaume que l'on pouvais trouver sur la montagne était le pays de Dai qu'il surplombait : "Comme le sommet de Changshan surplombe Dai, Dai pourrait être pris". Bien que Zhao et Dai soit lié par une alliance matrimoniale, le roi de Dai ayant épousé une des filles de Zhao Yang, ce dernier approuve l'idée de son fils et fait de Wuxu son successeur. Wuxu est connu à titre posthume comme étant l'«utile» (chinois traditionnel : 趙 襄 子 chinois simplifié : 赵襄子 Zhao Xiāngzǐ). 
Peu de temps après être devenu le chef du clan Zhao, qui fait toujours partie de l'état de Jin, Wuxu invite son beau-frère le roi de Dai à une fête. Le roi, que le Huainan Zi décrit comme quelqu’un s'étant converti au moïsme, vient avec plusieurs des principaux dirigeants de son pays. Wuxu les fait tous massacrer, avant de rapidement envahir et annexer les terres de Dai à son royaume, en 457 av.J.C  . Sa sœur, la reine de Dai, préfére se suicider plutôt que de vivre sous le règne de son frère. Le vaste territoire ainsi conquis est ensuite donné à Zhou ( chinois traditionnel : 周 , Zhōu ), le neveu de Wuxu.
Les Di continuent à vivre dans la région après la conquête de Zhao. Les conséquences de la conquête de Zhao sont parfois considérées comme étant le premier contact direct des États chinois avec les nomades des steppes, comme les Xiongnu , dont la menace et les invasions vont façonner une grande partie de l'histoire chinoise au cours des 2000 années suivantes. Des sources plus tardives indiquent que Zhao a même "partagé" la gouvernance de Dai avec "les barbares" afin de maintenir le pays dans un calme relatif et permettre aux Di de lancer des invasions contre les nomades Hu, qui harcelait constamment la région en lançant des raids.

## Héritage
Le mot Dai continue à être utilisé comme nom pour la région environnante, devenant finalement l'homonyme de la préfecture de Dai et du Xian de Dai dans le Shanxi. Le site de l'ancienne cité de Dai, qui se trouve dans le Xian de Yu, Hebei, est maintenant conservé sous le nom de " Cité du Roi de Dai " ( chinois traditionnel : 代王城 , Dàiwángchéng ), honorant la mémoire du prince Jia de Zhao, qui a créé un État croupion de Dai pour s'opposer au roi Zheng de Qin au cours de la décennie précédant son unification réussie de la Chine et la fondation de la dynastie Qin .

## Voir également
- Royaume de Dai, successeur de Zhao pendant la période des Royaumes combattants
- Royaume de Dai, un successeur de Zhao dans la période des dix-huit royaumes
- Principauté de Dai, royaume impérial et apanage sous la dynastie Han
- Zhou de Dai, un Zhou de la province du Shanxi dont le nom est une référence directe au royaume de Dai